# Black Sails (série de televisão)
Black Sails (em Portugal, Velas Negras) é uma série de televisão norte-americana do género drama criada por Jon Steinberg e Robert Levine pelo canal televisivo Starz, e estreou no dia 25 de janeiro de 2014. Steinberg é o produtor executivo juntamente com Michael Bay, Brad Fuller e Andrew Form. A série é uma prequela baseada no romance A Ilha do Tesouro, de Robert Louis Stevenson.

## Sinopse
Em 1715, durante a Era Dourada da Pirataria, o temido Capitão Flint aceita em seu navio um jovem pirata em meio a luta pela sobrevivência das atividades piratas na Nova Providência. A atividade pirata na região cada vez mais ameaça os navios mercadores a serviço da Coroa Inglesa, levando ao combate entre a Marinha Real e os mais temíveis capitães piratas. Não somente a Inglaterra, como também outros governos, declaram a pirataria hostis humani generis ("inimiga da humanidade"). Em contrapartida, os piratas decidem guerrear contra toda e qualquer forma de lei. Lutando contra um possível motim, Capitão Flint ruma em busca do tesouro do galeão espanhol Urca de Lima.

## Temporadas
| Temporadas | Temporadas | Episodios |  | Nos EUA               | Nos EUA          |
| Temporadas | Temporadas | Episodios |  | Começo                | Fim da Temporada |
| ---------- | ---------- | --------- |  | --------------------- | ---------------- |
|            | 1          | 8         |  | 25 Janeiro de 2014    | 15 Março de 2014 |
|            | 2          | 10        |  | 24 Janeiro de 2015    | 28 Março de 2015 |
|            | 3          | 10        |  | 23 de Janeiro de 2016 | 26 Março de 2016 |
|            | 4          | 10        |  | 29 de Janeiro de 2017 | 02 Abril de 2017 |

## Elenco
- Toby Stephens como James McGraw/Flint[4]
- Hannah New como Eleanor Guthrie[4]
- Luke Arnold como "Long" John Silver[4]
- Jessica Parker Kennedy como Max[4]
- Tom Hopper como William "Billy Bones" Manderly[4]
- Zach McGowan como Charles Vane[4]
- Toby Schmitz como Jack Rackham[4]
- Clara Paget como Anne Bonny[4]
- Mark Ryan como Hal Gates[4]
- Hakeem Kae-Kazim como Sr. Scott[4]
- Sean Cameron Michael como Richard Guthrie[4]
- Louise Barnes como Miranda Hamilton/Barlow[4]
- Rupert Penry-Jones como Thomas Hamilton[5]
- Luke Roberts como Woodes Rogers[6][4]
- Ray Stevenson como Edward Teach[4]

## Produção
A série foi filmada no Cape Town Film Studios, na Cidade do Cabo, África do Sul, com produção da companhia local Film Afrika.
A sequência de abertura foi concebida pela Imaginary Forces em parceria com os diretores Michelle Dougherty e Karin Fong. A trilha sonora que serve como tema de abertura foi composta por Bear McCreary, que também criou as trilhas sonoras de Battlestar Galactica e The Walking Dead. Parte do tema contém o toque da sanfona, instrumento comum à época em que a série se passa.